# Florence, Oregon
Florence är en ort i Lane County i Oregon. Vid 2010 års folkräkning hade Florence 8 466 invånare.